# Zoheir Sedrati
Pour les articles homonymes, voir Sedrati.
Zoheir Sedrati (en arabe : زهير سدراتي) est un footballeur algérien né le 28 mai 1978 à Constantine. Il évoluait au poste de défenseur central.

## Biographie
Il évolue en première division algérienne avec les clubs, du CS Constantine, du MO Constantine et du CA Bordj Bou Arreridj. Il dispute 52 matchs en inscrivant deux buts en Ligue 1.

## Palmarès
MO Constantine
- Championnat d'Algérie :
  - Vice-champion : 1999-00.